# Shun Ōbu
Shun Ōbu (japanisch 大武 峻 Ōbu Shun; * 24. November 1992 in der Präfektur Fukuoka) ist ein japanischer Fußballspieler.

## Karriere
Ōbu erlernte das Fußballspielen in der Schulmannschaft der Chikuyo Gakuen High School und der Universitätsmannschaft der Fukuoka-Universität. Seinen ersten Vertrag unterschrieb er 2014 bei Nagoya Grampus. Der Verein spielte in der höchsten Liga des Landes, der J1 League. Am Ende der Saison 2016 stieg der Verein in die J2 League ab. Für den Verein absolvierte er 40 Ligaspiele. Im Juni 2017 wechselte er zum Erstligisten Albirex Niigata. Am Ende der Saison 2017 stieg der Verein in die zweite Liga ab. Für den Verein absolvierte er 66 Ligaspiele. 2020 wechselte er zum Ligakonkurrenten Júbilo Iwata. Im Juli 2021 wechselte er auf Leihbasis zum ebenfalls in der zweiten Liga spielenden Thespakusatsu Gunma. Für Gunma stand er 14-mal in der zweiten Liga auf dem Spielfeld. Nach Vertragsende bei Iwata unterschrieb er im Januar 2022 einen Vertrag beim Drittligisten Fukushima United FC. Nach 66 Ligaspielen wechselte er im Januar 2024 nach Miyazaki zum ebenfalls in der dritten Liga spielenden Tegevajaro Miyazaki.